# Джонни в кино
«Джонни в кино» (англ. A Film Johnnie, альтернативные названия — Charlie the Actor / Charlie at the Studio / Film Johnny / Million Dollar Job / Movie Nut) — короткометражный немой фильм с участием Чарли Чаплина. Премьера состоялась 2 марта 1914 года.

## Сюжет
Бродяга Джонни, влюблённый в одну из киноактрис, приходит на студию «Keystone», чтобы разыскать её. Проникнув на съёмочную площадку, он сразу же вмешивается в процесс создания фильма, вызывая хаос и разрушения.

## В ролях
- Чарли Чаплин — Джонни, влюблённый бродяга
- Форд Стерлинг — камео
- Роско Арбакл — камео
- Мэйбл Норманд — камео
- Вирджиния Кёртли — камео

и другие сотрудники студии «Keystone»